# Petyr Welikow
Petyr Welikow, bułg. Петър Великов (ur. 30 marca 1951 w Dobriczu) – bułgarski szachista, arcymistrz od 1982 roku.

## Kariera szachowa
W latach 80. XX wieku należał do ścisłej czołówki bułgarskich szachistów. Pomiędzy 1982 a 1990 rokiem czterokrotnie reprezentował swój kraj na szachowych olimpiadach, natomiast w latach 1977–1989, również czterokrotnie, w drużynowych mistrzostwach Europy. Wielokrotnie startował w finałach indywidualnych mistrzostw Bułgarii, największy sukces odnosząc w 1987 w Elenite, gdzie zdobył złoty medal.
Na przełomie 1971 i 1972 roku zdobył w Groningen brązowy medal mistrzostw Europy juniorów do lat 20. W kolejnych latach odniósł wiele międzynarodowych sukcesów, m.in. dz. I m. w Kallithei (1978, wraz z Krumem Georgijewem), dz. II m. w Reggio Emilii (1979/80, za Aleksandrem Koczijewem), dz. I m. w Perniku (1981, wraz z Michaiłem Cejtlinem, Radoslavem Simiciem i Wencisławem Inkiowem), dz. I m. we Vrnjačkiej Banji (1982, wraz z Witalijem Cieszkowskim), dz. I m. w Kopenhadze (1981, turniej Politiken Cup, wraz z Tomem Wedbergiem i Shaunem Taulbutem), dz. I m. w Peristeri (1981), I m. w Perniku (1984), dz. III m. w Trnawie (1984, wraz z Igorem Štohlem, za Ľubomírem Ftáčnikiem i Karelem Mokrým), I m. w Atenach (1989, turniej Acropolis), dz. I m. w Clichy (1999, wraz z W. Inkiowem),  dz. II m. w Bois Colombes (1999, za W.Inkiowem), dz. I m. w Rijece (2001, wraz z W.Inkiowem), dz. I m. w Évry (2002), I m. w Clichy (2003), I m. w Besançon (2003), dz. I m. w Chasseneuil (2003), II m. w Guingamp (2004), I m. w Paryżu (2004 i 2005) oraz I m. w Condom (2005).
Najwyższy ranking w karierze osiągnął 1 lipca 1998, z wynikiem 2500 punktów zajmował wówczas 9. miejsce wśród bułgarskich szachistów.